# Victoria de los Ángeles
Victoria de los Ángeles o Victòria dels Àngels, all'anagrafe Victoria de los Ángeles López García (Barcellona, 1º novembre 1923 – Barcellona, 15 gennaio 2005) è stata un soprano spagnolo.

## Biografia
Nata in un'umile famiglia, studiò canto al conservatorio di Barcellona, diplomandosi in appena tre anni, nel 1941, all'età di 18 anni. Nello stesso anno debuttò nel ruolo di Mimì  de La bohème di Giacomo Puccini al Gran Teatre del Liceu di Barcellona, senza interrompere gli studi di perfezionamento vocale.
Nel 1945, tornò al Liceu nel ruolo della Contessa ne Le nozze di Figaro. Dopo aver vinto il primo premio al Concorso internazionale di Ginevra nel 1947, cantò a Londra nel 1948 nel ruolo di Salud de La vida breve di Manuel de Falla con la BBC Symphony Orchestra. Iniziò quindi una carriera che la portò a cantare nei maggiori teatri del mondo, raggiungendo il massimo della fama all'inizio degli anni sessanta. 
Nel 1949 debuttò a Parigi, all'Opéra Garnier, nel ruolo di  Margherite del Faust. Nel 1950 esordì al Festival di Salisburgo, alla Royal Opera House di Londra (nel ruolo di Mimi) e negli Stati Uniti con un recital alla Carnegie Hall. Del marzo del 1951, ancora come Margherite, è il debutto al Metropolitan Opera di New York, dove si esibirà nei dieci anni successivi. Complessivamente prese parte a 139 rappresentazioni al Met.
Fu presente al Teatro alla Scala di Milano dal 1950 al 1956 e nel 1957 apparve alla Wiener Staatsoper.  
Dopo aver esordito al Festival di Bayreuth nel ruolo di Elisabeth del Tannhäuser nel 1961, decise di seguire prevalentemente la carriera di concertista, cantando pochissime opere ogni anno. Tra queste rare esibizioni vi fu anche il ruolo di protagonista in Carmen di Bizet, di cui, prima cantante spagnola, incise l'opera completa nel 1958, sotto la direzione di Sir Thomas Beecham, interpretando anche i recitativi aggiunti da Ernest Guiraud dopo la morte di Bizet. Abbandonò le scene nel 1979 con Pelléas et Mélisande.
Essenzialmente soprano lirico, poté affrontare anche ruoli lirico-spinti grazie all'intelligenza e sensibilità interpretativa. Quelli preferiti furono Donna Anna, Manon, Desdemona, Cio-Cio-San, Mimi, Violetta, Mélisande. Nei recital di canzoni, in particolare del repertorio spagnolo, fu di frequente accompagnata al pianoforte da Gerald Moore e Geoffrey Parsons.
Una delle ultime apparizioni, all'età di 68 anni, fu in un concerto in occasione dei Giochi della XXV Olimpiade di Barcellona nel 1992. Svolse una notevole attività discografica.
Si sposò nel 1948 ed ebbe due figli. Nel 1982 venne insignita della Medalla d'Or de la Generalitat de Catalunya. Scomparve per un attacco cardiaco all'età di 81 anni.

## Repertorio
| Ruolo               | Titolo                         | Autore      |
| ------------------- | ------------------------------ | ----------- |
| Carmen Micaela      | Carmen                         | Bizet       |
| Mélisande           | Pelléas et Mélisande           | Debussy     |
| Salud               | La vida breve                  | de Falla    |
| Lady Harriet Durham | Martha                         | Flotow      |
| Marguerite          | Faust                          | Gounod      |
| Nedda               | Pagliacci                      | Leoncavallo |
| Santuzza            | Cavalleria rusticana           | Mascagni    |
| Manon               | Manon                          | Massenet    |
| Charlotte           | Werther                        | Massenet    |
| Contessa d'Almaviva | Le nozze di Figaro             | Mozart      |
| Donna Anna          | Don Giovanni                   | Mozart      |
| Antonia             | Les contes d'Hoffmann          | Offenbach   |
| Mimì                | La bohème                      | Puccini     |
| Cio-Cio-San         | Madama Butterfly               | Puccini     |
| Suor Angelica       | Suor Angelica                  | Puccini     |
| Lauretta            | Gianni Schicchi                | Puccini     |
| Dido                | Dido and Æneas                 | Purcell     |
| Rosina              | Il barbiere di Siviglia        | Rossini     |
| Violetta Valery     | La traviata                    | Verdi       |
| Amelia Grimaldi     | Simon Boccanegra               | Verdi       |
| Desdemona           | Otello                         | Verdi       |
| Angelica            | Orlando furioso                | Vivaldi     |
| Elisabeth           | Tannhäuser                     | Wagner      |
| Elsa                | Lohengrin                      | Wagner      |
| Eva                 | Die Meistersinger von Nürnberg | Wagner      |

## Discografia
| Anno | Titolo Ruolo                     | Cast                                                            | Direttore            | Casa               |
| ---- | -------------------------------- | --------------------------------------------------------------- | -------------------- | ------------------ |
| 1952 | Il barbiere di Siviglia Rosina   | Gino Bechi, Nicola Monti, Nicola Rossi-Lemeni, Melchiorre Luise | Tullio Serafin       | EMI                |
| 1953 | Faust Marguerite                 | Nicolai Gedda, Boris Christoff, Jean Borthayre                  | André Cluytens       | EMI                |
|      | Pagliacci Nedda                  | Jussi Björling, Leonard Warren, Robert Merrill                  | Renato Cellini       | RCA/HMV            |
| 1954 | Madama Butterfly Cio-Cio-San     | Giuseppe Di Stefano, Tito Gobbi, Anna Maria Canali              | Gianandrea Gavazzeni | EMI                |
| 1955 | Manon                            | Henri Legay, Michel Dens, Jean Borthayre                        | Pierre Monteux       | EMI                |
| 1956 | Pelléas et Mélisande Mélisande   | Jacques Jansen, Gérard Souzay, Pierre Froumenty                 | André Cluytens       | Testament          |
|      | La bohème Mimì                   | Jussi Bjorling, Robert Merrill, Lucine Amara, Giorgio Tozzi     | Thomas Beecham       | RCA/HMV            |
| 1957 | Simon Boccanegra Amelia Grimaldi | Tito Gobbi, Giuseppe Campora, Boris Christoff                   | Gabriele Santini     | EMI                |
|      | Suor Angelica                    | Fedora Barbieri                                                 | Tullio Serafin       | EMI                |
| 1958 | Faust Marguerite                 | Nicolai Gedda, Boris Christoff, Ernest Blanc                    | André Cluytens       | EMI                |
|      | Gianni Schicchi Lauretta         | Tito Gobbi, Carlo Del Monte                                     | Gabriele Santini     | EMI                |
| 1959 | Carmen                           | Nicolai Gedda, Ernest Blanc, Janine Micheau                     | Thomas Beecham       | EMI                |
|      | La traviata Violetta Valery      | Carlo Del Monte, Mario Sereni                                   | Tullio Serafin       | EMI                |
|      | Madama Butterfly Cio-Cio-San     | Jussi Björling, Mario Sereni, Miriam Pirazzini                  | Gabriele Santini     | EMI                |
| 1962 | Il barbiere di Siviglia Rosina   | Luigi Alva, Sesto Bruscantini, Ian Wallace                      | Vittorio Gui         | EMI                |
|      | Cavalleria rusticana Santuzza    | Franco Corelli, Mario Sereni                                    | Gabriele Santini     | EMI                |
| 1964 | Les contes d'Hoffmann Antonia    | Nicolai Gedda, Elisabeth Schwarzkopf, Nikola Gjuzelev           | André Cluytens       | EMI                |
| 1965 | Dido and Æneas Didone            | Peter Glossop, Heather Harper, Patricia Johnson                 | John Barbirolli      | EMI                |
| 1969 | Werther Charlotte                | Nicolai Gedda, Mady Mesplé, Roger Soyer                         | Georges Prêtre       | EMI                |
| 1977 | Orlando furioso Angelica         | Marilyn Horne, Lucia Valentini Terrani, Carmen Gonzales         | Claudio Scimone      | Erato              |
| 1991 | Cançons Tradicionals Catalanes   | Canzoni tradizionali catalane                                   | Geoffrey Parsons     | Brilliant Classics |